# Eleição municipal de Birigui em 2016
A eleição municipal de Birigui de 2016 ocorreu em 2 de outubro de 2016 e elegeu um prefeito, um vice prefeito e 17 vereadores no município de Birigui no Estado de São Paulo no Brasil. O prefeito eleito foi Cristiano Salmeirão do PTB que obteve 49,88% dosvotos válidos.  Em segundo lugar ficou Geni Borini (DEM), que obteve 39,30% dos votos. A disputa para as 17 vagas na Câmara Municipal de Birigui envolveu a participação de 232 candidatos, sendo José Fermino Grosso do DEM o mais votado com 2145 votos válidos.

## Antecedentes
Em julho de 2016, o ex-prefeito de Birigui, Wilson Borini (eleito em 2008), lançou via convenções sua candidatura, porém foi impedido de participar da disputa eleitoral devido problemas jurídicos que enfrentava. No seu lugar, sua esposa, Geni Borini candidatou-se a vaga pelo DEM , em uma eleição que envolveu o até então presidente da Câmara Cristiano Salmeirão do PTB, Paulo Bearari do PT e professor Gilmar PSDB.

## Eleitorado
Estiveram aptos a votar 81974 eleitores, sendo 80,44% de votantes e 19,56% de ausentes.

## Candidatos
Foram quatro candidatos a prefeitura do município de Birigui em 2016: Geni Borini (DEM), Cristiano Salmeirão (PTB), Paulo Bearari (PT) e professor Gilmar (PSDB).
| N.º | Candidato(a)        | Vice              | Partido | Coligação                                                              |
| --- | ------------------- | ----------------- | ------- | ---------------------------------------------------------------------- |
| 13  | Bearari             | Dra Francisca     | PT      | "Construindo com o povo" (PT/PC do B/PROS)                             |
| 14  | Cristiano Salmeirão | Carlito Vendrame  | PTB     | "Birigui no coração" (PTB/PTN/PPS/PHS/PSB/PEN/PRB/PP/PRP/PTC/PSC/PMDB) |
| 25  | Geni Borini         | Luiz Antonio      | DEM     | "Trabalho e honestidade" (PDT/DEM/PSD/PV)                              |
| 45  | Professor Gilmar    | Odair do Paulista | PSDB    | "Juntos somos fortes" (PSDB/PR)                                        |

## Resultados

### Prefeito
No dia 2 de outubro, Cristiano Salmeirão foi eleito com 49,88% dos votos válidos.
| Candidato(a)              | Vice                        | 1.º Turno 2 de outubro de 2016 | 1.º Turno 2 de outubro de 2016 |
| Candidato(a)              | Vice                        | Votação                        | Votação                        |
|                           |                             | Total                          | Porcentagem                    |
| ------------------------- | --------------------------- | ------------------------------ | ------------------------------ |
| Cristiano Salmeirão (PDT) | Carlito Vendrame (PTN)      | 28.507                         | 49,88%                         |
| Geni Borini (DEM)         | Luiz Antonio (PSD)          | 22.462                         | 39,30%                         |
| Bearari (PT)              | Doutora Francisca (PC do B) | 3.470                          | 6,07%                          |
| Professor Gilmar (PSDB)   | Odair do PAulista (PR)      | 2.711                          | 4,74%                          |
| Total de votos válidos    | Total de votos válidos      | 57.150                         | 86,67%                         |
| Votos em branco           | Votos em branco             | 3,002                          | 4,55%                          |
| Votos nulos               | Votos nulos                 | 5.785                          | 9,77%                          |
| Total de eleitores        | Total de eleitores          | 81.974                         | 100%                           |

### Vereadores
Dos 17 vereadores eleitos, 10 eram da base de Cristiano Salmeirão. O vereador mais votado foi Fermino do DEM com 2.145 votos.
| Resultado da eleição para a Câmara Municipal de Birigui em 2016 por candidato | Resultado da eleição para a Câmara Municipal de Birigui em 2016 por candidato | Resultado da eleição para a Câmara Municipal de Birigui em 2016 por candidato | Resultado da eleição para a Câmara Municipal de Birigui em 2016 por candidato | Resultado da eleição para a Câmara Municipal de Birigui em 2016 por candidato | Resultado da eleição para a Câmara Municipal de Birigui em 2016 por candidato |
| Candidato                                                                     | Número                                                                        | Partido                                                                       | Votos                                                                         | Porcentagem                                                                   |                                                                               |
| ----------------------------------------------------------------------------- | ----------------------------------------------------------------------------- | ----------------------------------------------------------------------------- | ----------------------------------------------------------------------------- | ----------------------------------------------------------------------------- | ----------------------------------------------------------------------------- |
| Fermino                                                                       | 25777                                                                         | DEM                                                                           | 2.145                                                                         | 3,80%                                                                         |                                                                               |
| Carla Protetora                                                               | 55555                                                                         | PSD                                                                           | 2.014                                                                         | 3,57%                                                                         |                                                                               |
| Pastor Reginaldo                                                              | 14777                                                                         | PTB                                                                           | 1.595                                                                         | 2,83%                                                                         |                                                                               |
| Benedito Dafé                                                                 | 43670                                                                         | PV                                                                            | 1.534                                                                         | 2,72%                                                                         |                                                                               |
| Leandro Moreira                                                               | 14160                                                                         | PTB                                                                           | 1.429                                                                         | 2,53%                                                                         |                                                                               |
| Vadão da Farmácia                                                             | 14110                                                                         | PTB                                                                           | 1.343                                                                         | 2,38%                                                                         |                                                                               |
| Paquinha                                                                      | 15800                                                                         | PMDB                                                                          | 1.175                                                                         | 2,08%                                                                         |                                                                               |
| Zé Luis Buchalla                                                              | 44440                                                                         | PRP                                                                           | 1.136                                                                         | 2,01%                                                                         |                                                                               |
| Cesinha Pantarotto                                                            | 19999                                                                         | PTN                                                                           | 1.936                                                                         | 1,84%                                                                         |                                                                               |
| Claudio Barbosa                                                               | 40000                                                                         | PSB                                                                           | 1.010                                                                         | 1,79%                                                                         |                                                                               |
| Eduardo Dentista                                                              | 13333                                                                         | PT                                                                            | 995                                                                           | 1,76%                                                                         |                                                                               |
| Doutora Osterlaine                                                            | 15000                                                                         | PMDB                                                                          | 950                                                                           | 1,68%                                                                         |                                                                               |
| Paulinho do Posto                                                             | 22456                                                                         | PR                                                                            | 932                                                                           | 1,65%                                                                         |                                                                               |
| Felipe Barone                                                                 | 23123                                                                         | PPS                                                                           | 914                                                                           | 1,62%                                                                         |                                                                               |
| Odair da Monza                                                                | 20222                                                                         | PSC                                                                           | 897                                                                           | 1,59%                                                                         |                                                                               |
| Aladim                                                                        | 14999                                                                         | PTB                                                                           | 830                                                                           | 1,47%                                                                         |                                                                               |
| Pastor Dozimar                                                                | 51012                                                                         | PEN                                                                           | 824                                                                           | 1,46%                                                                         |                                                                               |
| Rogerio Guilhen                                                               | 43000                                                                         | PV                                                                            | 817                                                                           | 1,45%                                                                         |                                                                               |
| Ferrari                                                                       | 25123                                                                         | DEM                                                                           | 815                                                                           | 1,45%                                                                         |                                                                               |
| Edson Fumaça                                                                  | 10321                                                                         | PRB                                                                           | 770                                                                           | 1,37%                                                                         |                                                                               |
| Andrey Servelatti da Unicred                                                  | 45555                                                                         | PSDB                                                                          | 747                                                                           | 1,32%                                                                         |                                                                               |
| Milene Barbosa                                                                | 13699                                                                         | PT                                                                            | 745                                                                           | 1,32%                                                                         |                                                                               |
| Hebe Cervelati                                                                | 22123                                                                         | PR                                                                            | 714                                                                           | 1,27%                                                                         |                                                                               |
| Batista                                                                       | 12223                                                                         | PDT                                                                           | 693                                                                           | 1,23%                                                                         |                                                                               |
| Fabiano Amadeu do Pô Birigui                                                  | 23223                                                                         | PPS                                                                           | 665                                                                           | 1,18%                                                                         |                                                                               |

| Votos válidos   | Votos válidos   | 56.385 | 85,51% |
| Votos nulos     | Votos nulos     | 5.193  | 7,88%  |
| Votos em branco | Votos em branco | 4.359  | 6,61%  |
| --------------- | --------------- | ------ | ------ |